# 都江堰
都江堰是中国古代建设并使用至今的大型水利工程，位于四川省都江堰市城西，岷江上游340公里处。據《史記·河渠書》、《漢書·溝洫志》記載，都江堰是由战国时期秦国蜀郡郡守李冰及其子于约前256年至前251年主持始建，另有一說法是古蜀國開明王朝期間所建。经过历代整修，两千多年来都发挥巨大的作用。都江堰周边的古迹甚多，主要有二王庙、伏龙观、安澜桥、玉垒关、凤栖窝和斗犀台等。
整个都江堰枢纽可分为堰首和灌溉水网两大系统，其中堰首包括鱼嘴（分水工程）、飞沙堰（溢洪排沙工程）、宝瓶口（引水工程）三大主体工程，此外还有内外金刚堤、人字堤及其他附属建筑。都江堰工程以引水灌溉为主，兼有防洪排沙、水运、城市供水等综合效用。它所灌溉的成都平原是闻名中国的“天府之国”。
1980年7月7日列為四川省重新確定公布的第一批省級文物保護單位。1982年2月24日公佈為第二批全國重點文物保護單位。2000年，都江堰以其为“当今世界年代久远、惟一留存、以无坝引水为特征的宏大水利工程”，与青城山共同作为一项世界文化遗产被列入世界遗产名录。

## 主体工程

### 分水鱼嘴

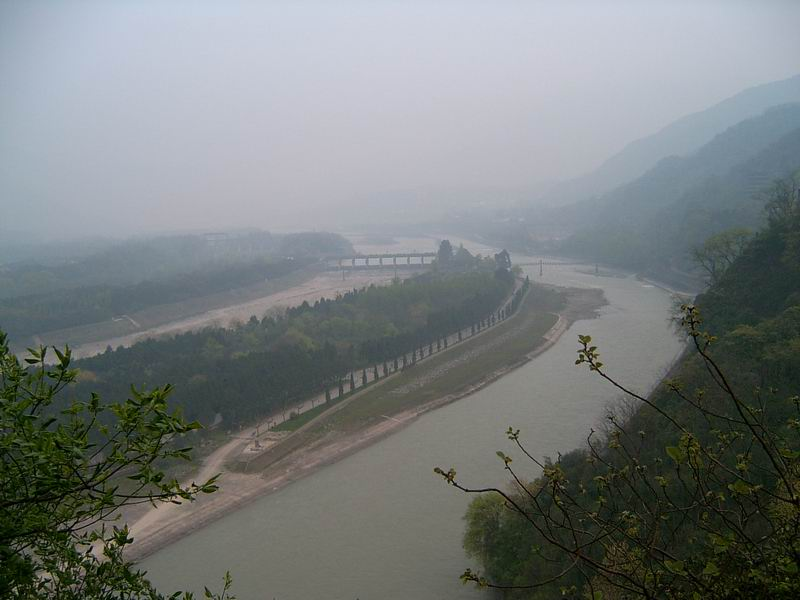
江水分流為二

“鱼嘴”是都江堰的分水工程，因其形如鱼嘴而得名。它位于江心，把岷江分成内外二江。外江位在西，又称“金马河”，是岷江正流，主要用于行洪；内江位在东，是人工引水总干渠，主要用于灌溉，又称“灌江”。鱼嘴决定了内外江的分流比例，是整个都江堰工程的关键。
内江取水口宽150米，外江取水口宽130米，利用地形、地势使江水在鱼嘴处按比例分流。春季水量小时，四成流入外江，六成流入内江以保证春耕用水；春夏洪水季节时，水位抬高漫过鱼嘴，六成水流直奔外江，四成流入内江，使灌区免受水淹。这就是所谓“分四六，平潦旱”。此外，在古代还使用杩槎来人工改变内外两江的分流比例。杩槎是一种以数根圆木为骨架，外覆竹席，内灌泥沙的截流物体。当需要时，只要在一侧的江面放置若干座杩槎，便能减少该侧的水量。一般在春季来水较少时使用这种方法截流外江，增大内江的水流供给，待春耕结束水位上涨后，再砍去杩槎，使水流恢复正常。1974年以后，在外江口建造了永久性水闸，从而取代了杩槎来实现围堰和泄洪。

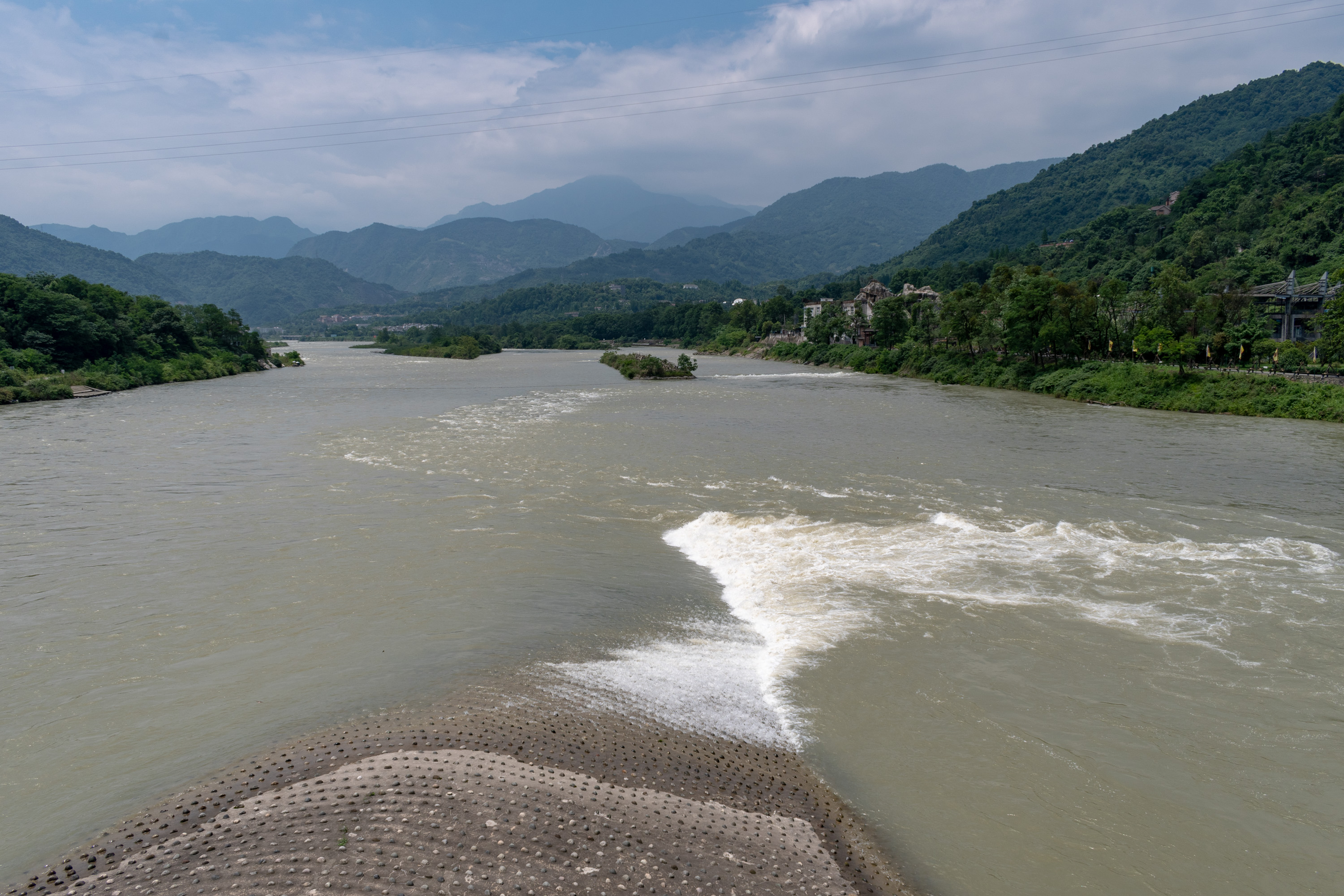
鱼嘴近照

目前的鱼嘴平面为半月形，由浆砌条石和混凝土筑成，长80米，最宽处39.1米，高6.6米。鱼嘴堤坝向下游延伸，形成金刚堤，内堤长650米，外堤长900米。金刚堤再往下， 分别是飞沙堰和人字堤。在鱼嘴上游东岸还有百丈堤，全长1950米，将洪水与泥沙逼向外江，并起到护岸的作用。鱼嘴、百丈堤、金刚堤，连同飞沙堰与宝瓶口协调作用，起着泄洪、排沙和调节水量的功能。
历史上鱼嘴的位置一直在变动。最早的鱼嘴位于白沙河口下游不远处；现在的鱼嘴位于白沙河口下游2050米，这一位置是1936年大修时确定的。（详见下文堰首位置）
都江堰鱼嘴在四川汶川512地震中受损，出现开裂，不过经过修复后影响不大。

### 宝瓶口

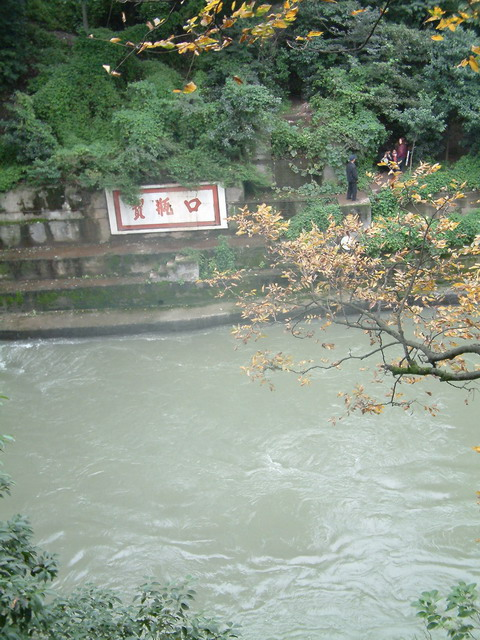
宝瓶口

宝瓶口是都江堰的引水工程，是在玉垒山延伸向岷江的山崖上人工凿开的缺口，距飞沙堰下口120米，位于古灌县城墙西门玉垒关下，开凿于都江堰创建时。宝瓶口上宽下窄，底宽14.3米，顶宽28.9米，平均宽度20.4米，高18.8米，峡口长36米。口内即内江流入的进水口宽70米，口外出水口宽40-50米，形如“瓶颈”，宝瓶口也因此得名。
宝瓶口同飞沙堰配合具有节制水流大小的功用，是控制内江进水量的关键。内江水流经过宝瓶口流入，灌溉成都平原的大片农田；在洪水期间，内江水位提升高过飞沙堰，洪水就进入外江流走，再加上宝瓶口对水流的约束，达到了防洪的作用。内江水流进宝瓶口后，顺应西北高、东南低的地势沿大小各支引水渠不断分流，形成自流灌溉渠系，灌溉成都平原上一千余万亩农田。

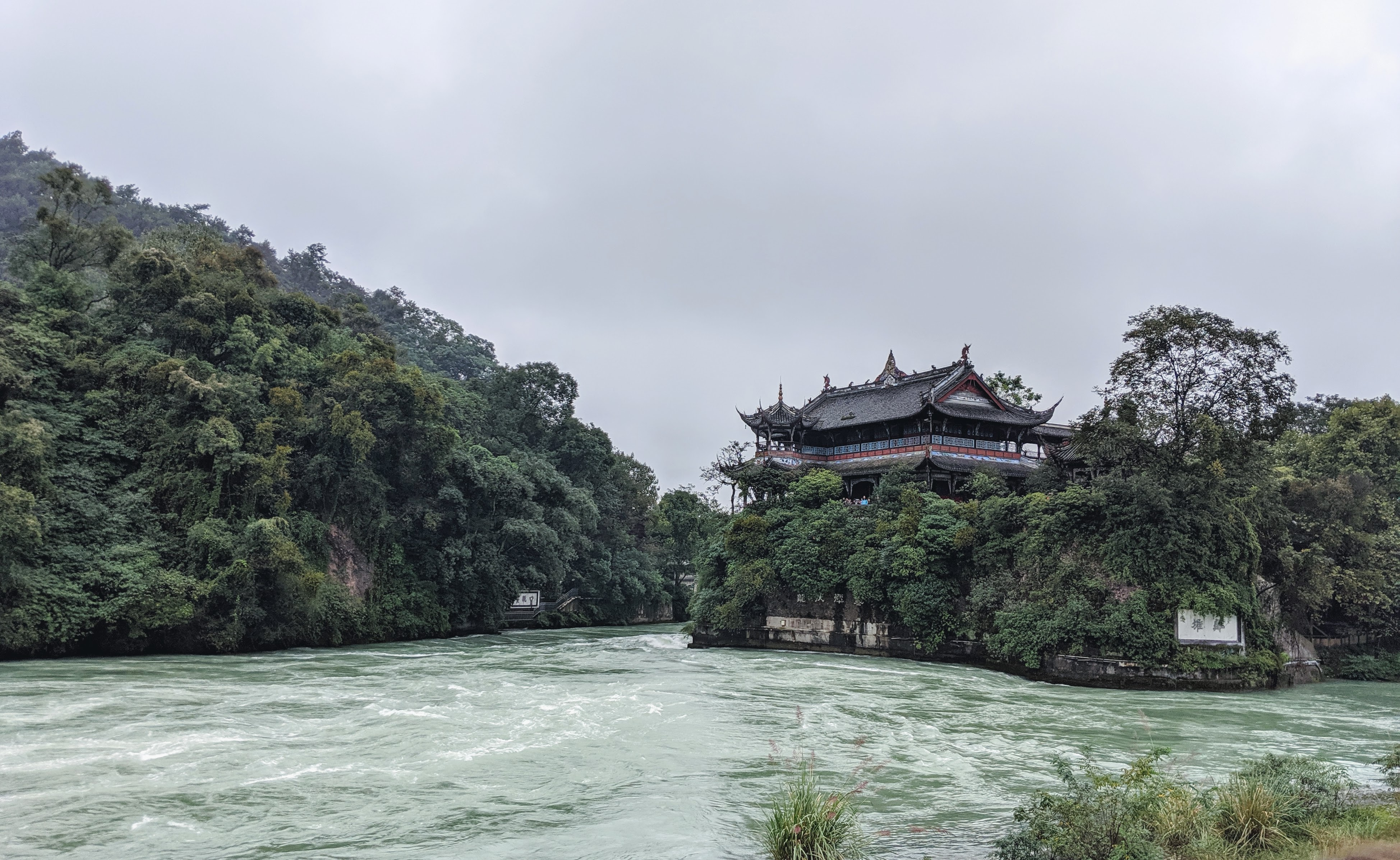
宝瓶口与离堆。图左水道是宝瓶口，图右山体是离堆。

宝瓶口左岸山崖上刻有几十条分划，每划间距为一市尺，名为“水则” ，用以观测水位涨落，是中国最早的水位标尺。足用的水则数随着都江堰灌溉面积的扩大而增加。宋朝时水则仅有十划，水位达到六则时即为足用，再高就会产生涝灾；元朝时足用数为九则。清朝时以十六则为大洪水，现在需十四则才能保证春耕用水，崖上石刻水则已经达到二十四划。 
宝瓶口右边的山丘，因为与山体相离，故名“离堆”。上有祭祀李冰的伏龙观，又称老王庙。宝瓶口岩基经过江水两千多年的急速冲击，出现了极大的空洞，1965年和1970年曾两次加固离堆。

### 飞沙堰
飞沙堰起到溢洪排沙的作用，原名“侍郎堰”，唐高宗龙朔年间（661年—663年）筑成，是内江的溢洪排沙通道，故名。飞沙堰是金刚堤下段710米处的一个缺口，位于虎头岩对岸，宽240米，堰顶高过河床2米。飞沙堰将超过灌区需要的江水自行排到外江，使成都平原免受洪涝；又能将水中裹挟的大量砂石利用离心力从这里排到外江，避免淤塞内江、宝瓶口和灌区。飞沙堰遵循“低作堰”的原则，即堤顶低作与对岸标准台顶等高，使超过宝瓶口流量上限的内江水漫过堰顶流入外江。如果遇到特大洪水，堰体会自行溃堤，让江水回归岷江正流。内江水位达到水则十四划时，流量为385立方米每秒，即够灌区春耕用水。若飞沙堰堰顶高度与此水位相齐，则内江水超出十四则时，多余的江水即可从飞沙堰溢去外江。此外，飞沙堰下游不远的宝瓶口有很好的控水作用，即便内江的流量高达3000立方米每秒，宝瓶口的进水量也在700立方米每秒左右。沿金刚堤而下的急流受宝瓶口限流所阻，在口外形成一个洄水沱，即伏龙潭。加上飞沙堰对面突入内江的虎头岩对水流、砂石的导引作用，洪水便连同大量泥沙翻过飞沙堰，排往外江。据当代实测，岷江内江流量超过1000立方米每秒时，便有40%的洪水和98%泥沙从飞沙堰排出。飞沙堰顶高的调节，加上宝瓶口的限流、虎头岩的导引，即可保证引水区既有足量清水，又无洪涝威胁。

## 效用
都江堰工程的主要作用是引水灌溉和防洪，另外也兼具水运和城市供水的功能。它将岷江水一分为二，引一部分流向玉垒山的东侧，让成都平原的南半壁不再受水患的困扰，而北半壁又免于干旱之苦。几千年来，岷江在这里变害为利，造福农桑，将成都平原变成“水旱从人，不知饥馑，时无荒年”的“天府之国”，并进而促进了整个四川地区的政治、经济和文化发展。
都江堰初成时以航运为主、灌溉为辅。《史记·河渠书》记载，“穿二江成都之中，此渠皆可行舟，有余利用溉浸，百姓飨其利。”岷江和长江因之得以通航，岷江上游盛产的木材还可以漂运成都，使得成都从秦朝时起便成为蜀地交通的中心。
除了水运之利，都江堰于农业灌溉的效益随着灌溉渠系的发展愈加为世人所倚重。岷江左岸水源流出宝瓶口至玉垒山东侧之后，沿李冰开凿的两条干渠流向成都。西汉时，蜀郡太守文翁新开一条干渠将岷江水引至成都平原东部。东汉时，“望川原”上“凿石二十里”，使灌渠延伸过现在双流的牧马山高地。同时岷江右岸的引水渠系在李冰时代开辟的羊摩江基础上不断向成都平原西南部延伸发展。经过上百年开发，到汉朝时都江堰灌区已经从秦朝时的郫县到成都一线，发展到彭县、广汉、新都一带，灌溉面积达“万顷以上”（汉朝1顷约合今70亩）。《汉书·地理志》提到成都平原时称“民食稻鱼，无凶年忧，俗不愁苦”。到唐朝时，益州大都督长史高俭广开支渠，此后灌区渠系经过多次整修愈加繁密，灌田面积继续扩大。都江堰的功效从此转为以农田灌溉为主。
宋朝时都江堰灌区又有显著发展，据王安石的《京东提点刑狱陆君墓志铭》可知，当时灌区至少已达1府、2军、2州共12个县，其中仅陆广负责的灌区就有1.7万顷（约合今137.7万亩）。清朝时，灌溉范围达到14个州县约300万亩。到了民国时期，1937年（民国二十六年）统计的灌溉面积为263.71万亩；1938年（民国二十七年）出版的《都江堰水利述要》记述受益于都江堰的田地“计有川西14县之广……约520余万亩”。
中华人民共和国成立后继续扩建和改造都江堰的灌溉系统。1960年代末，灌溉面积达到678万亩；到1980年代初，灌区扩展到龙泉山以东地区并建成水库近300座，灌溉面积扩大到858万亩，但1981年四川特大洪水中，都江堰灌区的水利设施受到程度不同的破坏。此后进一步的灌区改造将灌溉区域扩大到1000多万亩，总引水量达100亿立方米，使之成为目前世界上灌溉面积最大的水利工程。

## 管理

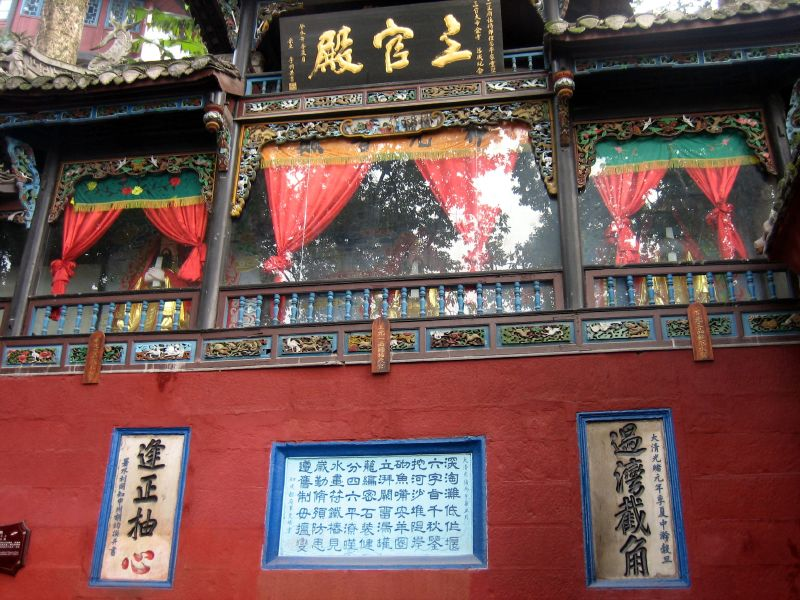
二王庙三官殿，墙上镌刻的是都江堰治水口诀。摄于2007年。

### 岁修制度
都江堰有效的管理保证了整个工程历经两千多年依然能够发挥重要作用。汉灵帝时设置“都水椽”和“都水长”负责维护堰首工程；蜀汉时，诸葛亮设堰官，并“征丁千二百人主护”（《水经注·江水》）。此后各朝，以堰首所在地的县令为主管。到宋朝时，制定了施行至今的岁修制度。
古代竹笼结构的堰体在岷江急流冲击之下并不稳固，而且内江河道尽管有排沙机制但仍不能避免淤积。因此需要定期对都江堰进行整修，以使其有效运作。宋朝时，订立了在每年冬春枯水、农闲时断流岁修的制度，称为“穿淘”。岁修时修整堰体，深淘河道。淘滩深度以挖到埋设在滩底的石马为准，堰体高度以与对岸岩壁上的水则相齐为准。明代以来使用卧铁代替石马作为淘滩深度的标志，现存三根一丈长的卧铁，位于宝瓶口的左岸边，分别铸造于明万历年间、清同治年间和1927年。

## 历史变迁

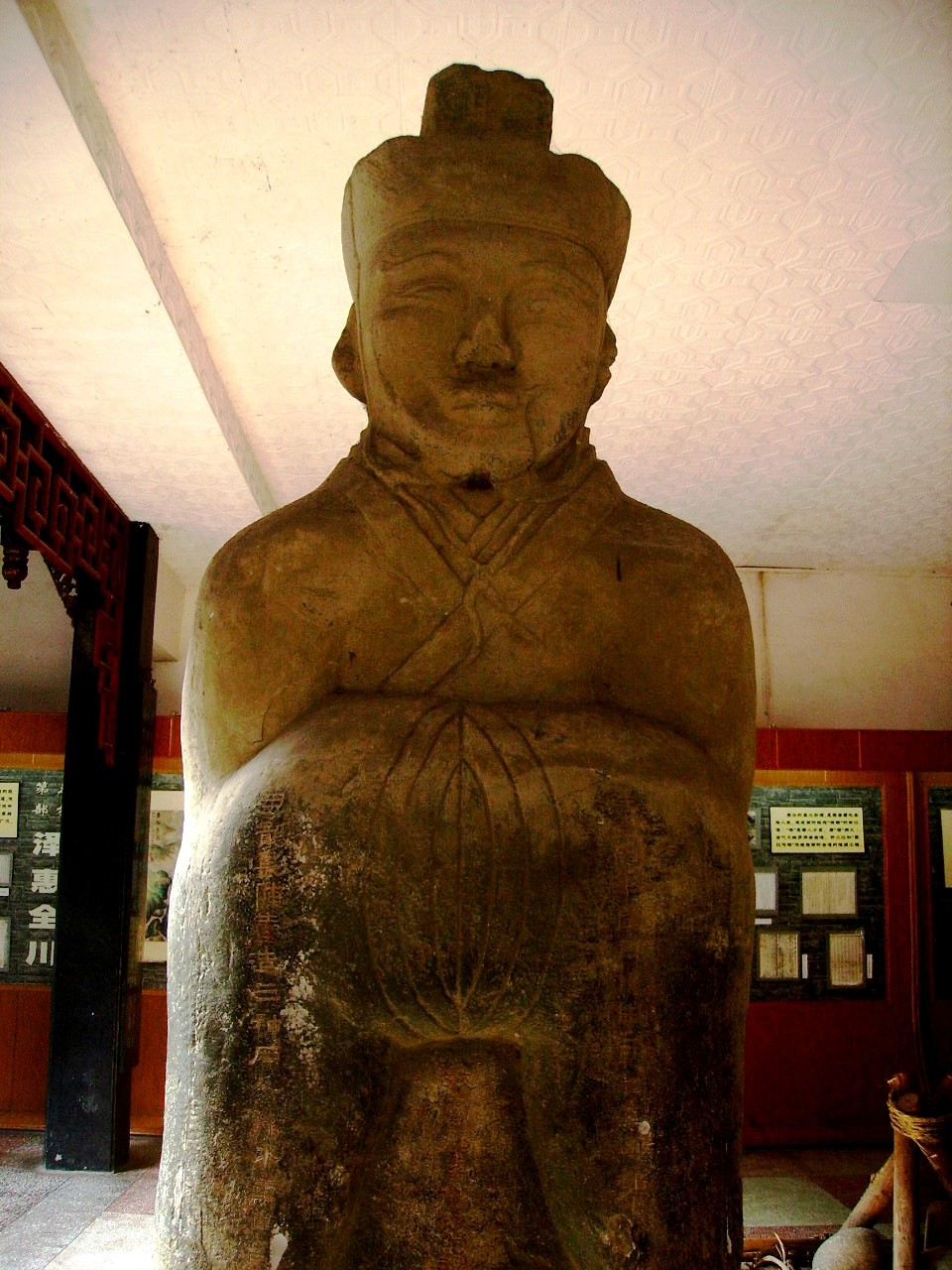
东汉石像，上有铭文“李府君讳冰”，1974年在外江出土

### 始建
通常认为，都江堰是由秦国蜀郡太守李冰及其子率众于公元前256年左右修建的。《史记·河渠书》记载：“蜀守冰，凿离堆，避沫水之害；穿二江成都之中”。《华阳国志·蜀志》又载：“以李冰为蜀守……乃壅江作堋，穿郫江、检江，别支流，双过郡下，以行舟船。”“壅江作堋”一般认为即是指修筑分水鱼嘴，“凿离堆”即为开凿宝瓶口，“穿二江”、“双过郡下”句即指李冰主持开凿了通向成都的两条干渠。1974年在外江出土的东汉石像上有铭文“李府君讳冰”，这被认为是李冰始建都江堰的实证。
李冰主持建造都江堰的传统说法并非没有受到质疑。质疑者的观点基于对古代文献的疑析。他们认为，“沫水”是大渡河的古称，而不是指古代一般称为“江”的岷江。因此《史记》说李冰“凿离堆避沫水之害”是否就是指开凿都江堰宝瓶口便成了疑问。而《华阳国志》记载古代古蜀国的开明（蜀国君主）“决玉垒山以除水害”，与《水经注》中“江水又东别为沱，开明之所凿也”相应证，似乎是比李冰更早的开明开凿了宝瓶口这一都江堰的关键工程。不过，反对这一说法的观点也有强有力的反证。宝瓶口所处的山脉晚到唐朝时才开始使用“玉垒山”这一名称，因此成书于东晋的《华阳国志》所指之开明治水的玉垒山当在别处。
228年，诸葛亮征集兵丁1200人守护都江堰，并设专职堰官。

### 堰首位置
自都江堰建成以来，堰首枢纽的位置一直在变化。一方面是因为每年岁修更换竹笼都会使堰首位置发生微小的改变。如果堰首遭遇大洪水被大规模破坏，再次修复后的位置变化就更大。另一方面，岷江河道也在不断改变，河道的变迁加速了堰首位置的变化。古时岷江没有现在这样弯曲，经过数千年的演变，岷江杩脚沱以下逐渐曲向左岸，杩脚沱以上则摆向右岸，这导致堰首位置缓慢下移，有向离堆拉近的趋势。
最早的堰首枢纽，位于白沙河口下游不远处。五代前蜀武成三年六月二十六日（910年8月5日），暴雨造成岷江爆发大洪水，在超常洪水的巨大破坏作用下，一夜之间大堰下移“数百丈”，传说为“江神移堰”。这次重大变故使堰首枢纽就此稳定在从宋至今的位置上。1933年8月25日，岷江上游叠溪大地震导致的山体滑坡将岷江截断，形成的堰塞湖在10月9日夜溃坝，都江堰堰首建筑在14米高的洪峰冲击下荡然无存。当年，张沅主持都江堰大修，1936年完成，现在的堰首位置由此确立。

### 技术变革

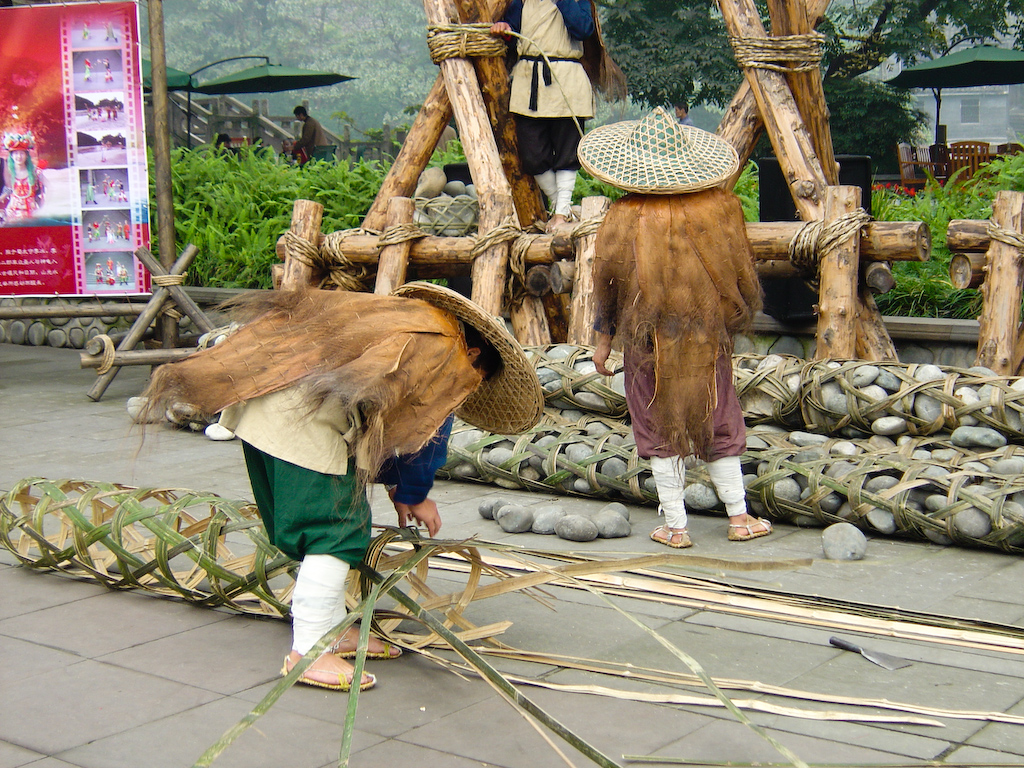
用传统技术制作的竹笼和杩槎

自秦以降，都江堰一直以竹笼盛装卵石结合木桩构筑。元朝时吉当普首次引入铁石结构，此后对都江堰主体结构的争论在明清两代一直不休，都江堰整修也一直在竹笼、铁石两者间反复。直到近代，水泥、混凝土技术的引入彻底平息了双方的争论。
竹笼结构的堰体很容易为岷江的急流冲刷损坏，每年都需要投入人工加以整修。随着都江堰灌区的发展，岁修的工作量也越来越大。据记载，1335年岁修中重点维修的工段达133处，竹笼需更换上万条。岁修所需的劳力和物资都是向灌区农户摊派得来，加上胥吏的盘剥，使“民不堪命”。为减少岁修工程量并减轻灌区民众负担，元初的李秉彝提出改造工程结构的设想以谋求“一劳永逸”。元朝後期，四川肃政谦访使吉当普在这一设想的基础上提出用永久性工程代替简易的竹笼结构，以从根本上减轻民众负担。在他的主持下，大修从至正元年（1335年）十一月开始历时5个月。吉当普以锚铁浆砌条石结构代替传统的竹笼卵石简易结构，对“岸善崩者，密筑江石以护之”，又首次铸造“万六千斤”的铁龟代替鱼嘴。这次工程采用当时最先进的铁石材料建筑，是都江堰历史上非常重大的改革，堰体结构和筑造思想都发生了实质上的剧变。
自吉当普首次实践铁石结构之后，明清两代先后共有四次采用铁石结构大修都江堰枢纽。建文年间，灌县知县胡光延续以浆砌条石结合铁钉锚固的方法修成铁石堰堤。嘉靖十年（1531年），水利佥事张彦杲作《议处修堰新规》提出铁石堰堤的预算。嘉靖二十九年（1550年）水利佥事施千祥以浆砌条石灌注铁水固定的方法重修堰体堤坝，并且以7万斤生铁铸造了铁牛鱼嘴。25年后岷江大洪水对堰体造成较大破坏，水利佥事杜诗在巡按郭庄的指导下疏浚铁牛鱼嘴的基址，并用铁条加固堰体和护岸。清光绪三年（1877年），四川总督丁宝桢参考明代时的办法，又一次以铁石结构改造了堰体和堤坝。
铁石结构的优点很明显。由于铁石堰体的整体性和重量，它比竹笼结构能抵御更强的水流冲击，因此一次修建之后不需要像后者那样每年都要较大规模的整修。但是它的缺点在当时生产力水平尚不发达的情况下同样让人难以承受。修建铁石结构耗费甚大，而且往往由于基础处理不够深，并不能如预计的那样长久使用，寿命最长的不过40年。另外，竹笼的构筑能够直接就地取材，能够利用蜀地产竹和江边多有卵石的优势。而灌区周边冶铁和采石却都相当不便。因此构筑铁石结构平均下来的花费相比采用竹笼结构并无很大优势。
民国时，近代的设计施工方法以及新型建材逐渐传入中国。民国二十三年（1934年），成都水利知事周郁如用条石修砌鱼嘴，以水泥建筑鱼嘴基础。虽然还是由于基础处理不深，堰体当年就被特大洪水全部冲毁，但开创了应用水泥等近代材料修筑堰体的先河。1936年，四川省水利局长张沅主持都江堰大修，重新设计鱼嘴，采用巨型条石构筑，以水泥为胶结材料，并且成功处理了鱼嘴的基础问题。在采用近代先进的设计和施工方法之外，张沅还秉承传统的杩槎、竹笼等护堰手段层层设防。这次修建的鱼嘴非常成功，奠定了现代鱼嘴的基础，直到1974年因修筑外江节制闸才被主动拆除。
中華人民共和国成立后，鱼嘴、离堆、宝瓶口，以及所有分水堤、导水堤和渠岸都以混凝土进行加固和保护。灌溉渠系也进行了系统整修和大力发展。最重要的变化是，都江堰原有的自流分水系统逐渐被人工控制的水闸系统所代替。现在都江堰的面貌与古代相比已经有了极大的不同。

## 相關古蹟

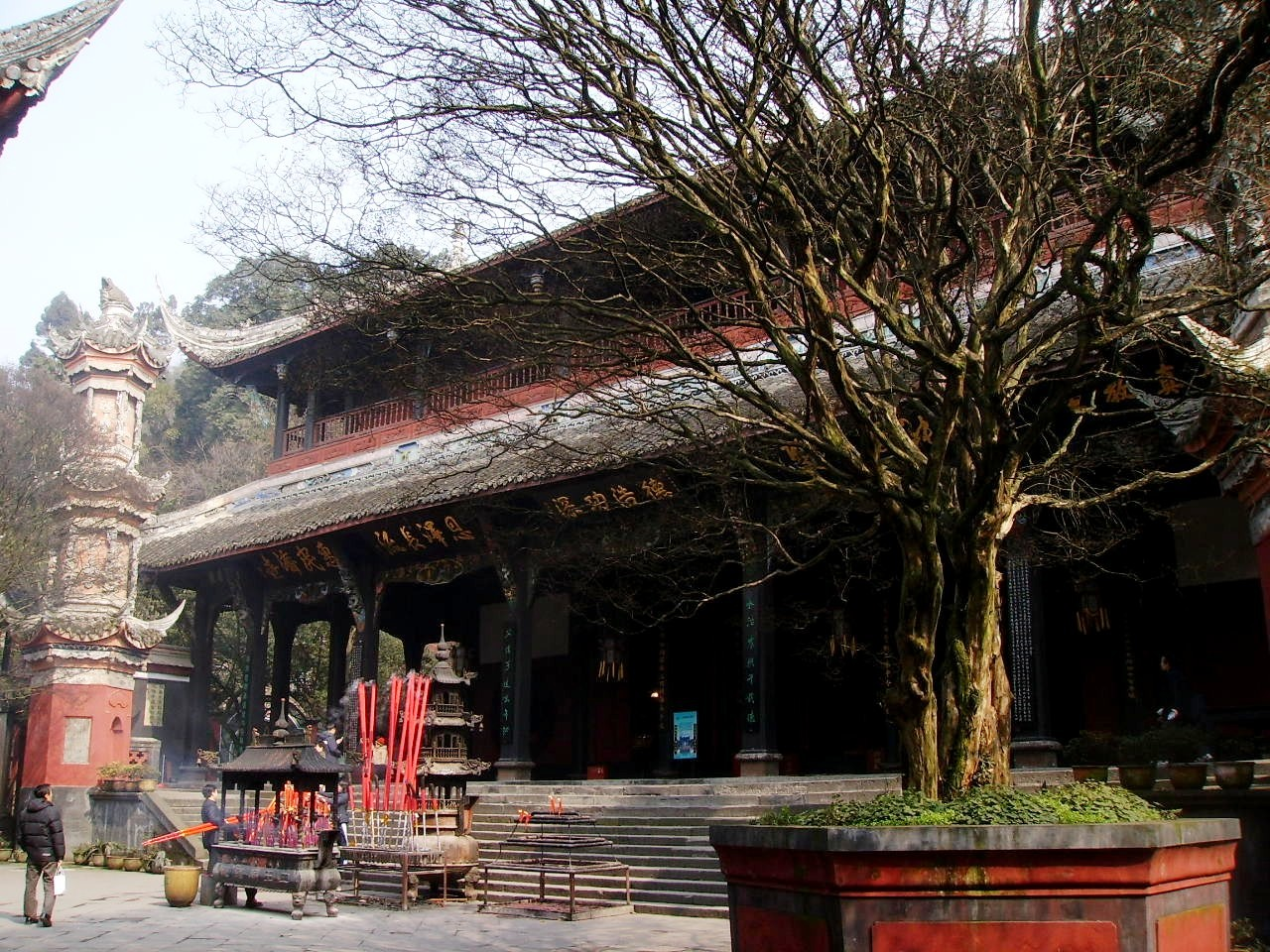
二王庙，摄于2008年4月。

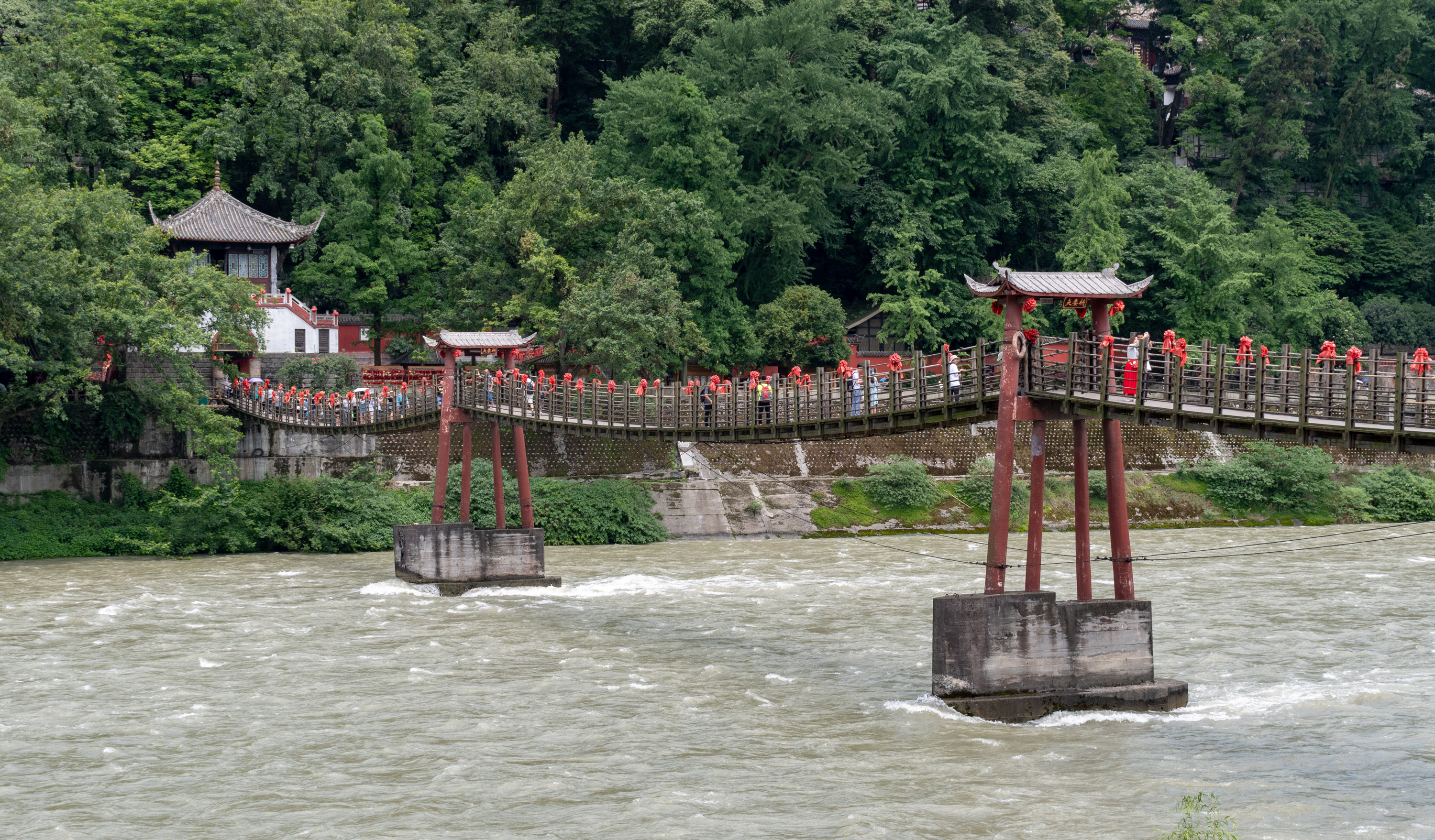
安澜桥，摄于2018年。

都江堰周边的古迹甚多，主要有二王庙、伏龙观、安澜桥、玉垒关、凤栖窝和斗犀台等。
二王庙位于玉垒山麓，有“玉垒仙都二王庙”之称，是纪念李冰父子的祀庙。它始建于南北朝时期，原名崇德祠，后来几经兴废，清代重建后命名为二王庙。庙内有许多与李冰父子以及都江堰工程相关的匾额、对联和石碑。主要建筑有大殿、二殿、送生堂、圣母殿、老君殿、魁星阁等，依山势布局，穿插于山林之间，从各处殿宇都能俯瞰到都江堰的全景。整个庙宇崇楼丽阁，雄踞江边，气势巍峨。2008年5月12日，二王庙古建築群在汶川大地震中全部垮塌，后按清朝建制修旧如旧，已焕然一新。
在离堆北端的最高处有一伏龙观。传说李冰父子治水时，曾降服江中的孽龙，锁在离堆下的伏龙潭中，后世便立庙祭祀此举。该观始建于晋代，北宋初期改名为伏龙观。现存的三重殿宇，均为清代重修。大殿内有李冰石刻雕像，是1974年在江心发现的，刻于东汉建宁元年（168年），高2.9米，重4.5吨，胸前有题记和造像年月，是一件非常珍贵的文物。

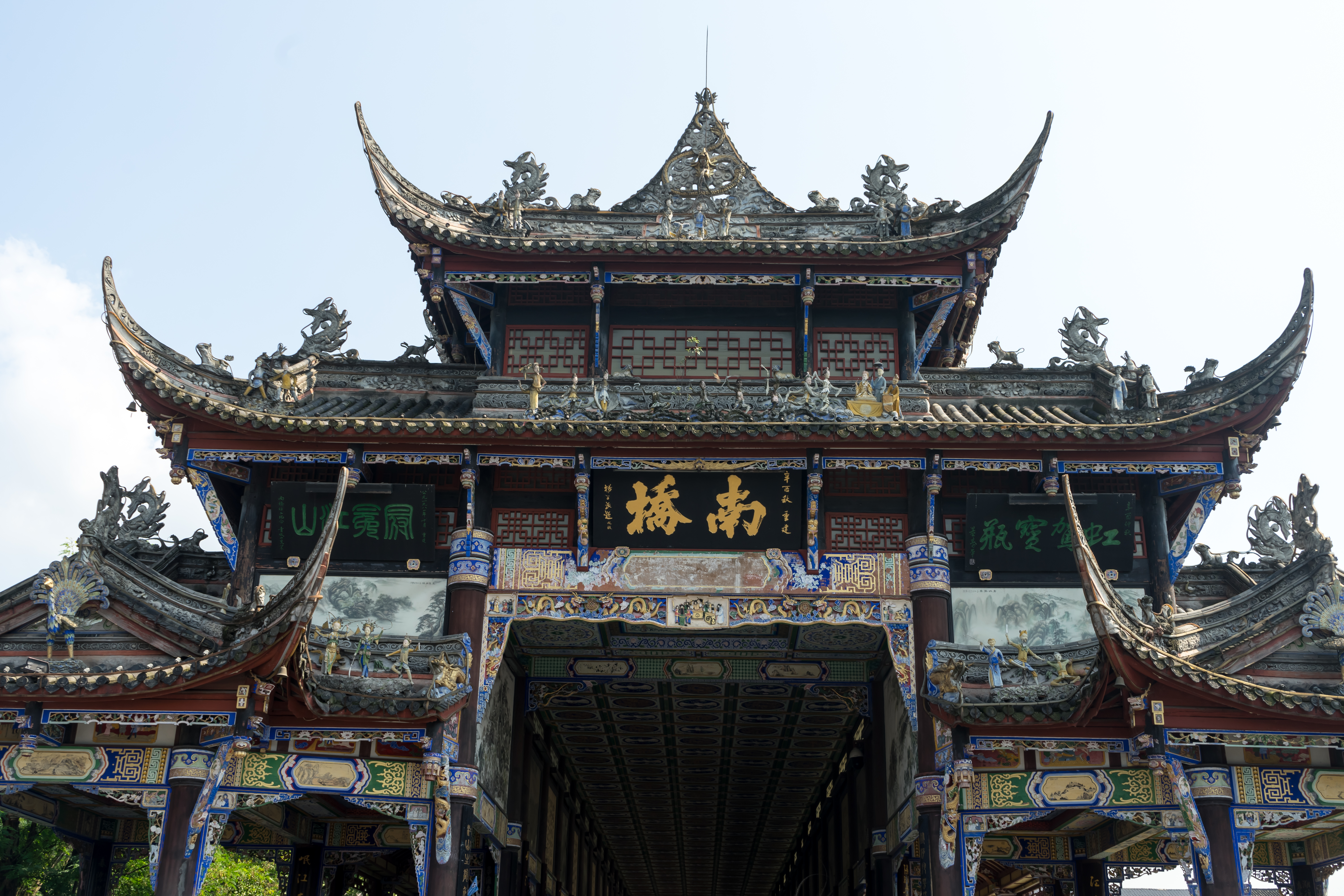
南桥

安澜桥俗称索桥，横跨岷江都江堰上。旧时以竹为缆，木桩为墩，承托竹索，连贯而成。上铺木板，旁设缆索，全长500餘米。桥始建于宋代之前，明末毁于战火，清嘉庆年间重建。

## 其他
1979年至1980年间，台湾出生的经济学家林毅夫在返回大陆后，因为对历史的喜好，参观了许多名胜古迹，但是长城的雄壮、故宫的华丽都没有在他心里留下多少深刻的印象，最令林毅夫感到震撼的是都江堰，自战国时代李冰父子修建都江堰后，四川成为天府之国，至林毅夫参观时已有近三千年，仍在惠及众生。林毅夫站在岷江边，听那滔滔的水声，发誓大丈夫要像李冰父子那样，为后世子孙千万年的幸福贡献一己之力，否则有愧此生。

## 相关人物
- 李冰
- 诸葛亮
- 吉当普
- 胡光
- 丁宝桢
- 张沅

### 引用
1. ↑  . 四川省人民政府. 2014-11-05  [2024-05-03]. （原始内容存档于2015-12-22）.
2. ↑  四川省人民政府.  . 维基文库. 1980-07-07 （中文）.
3. ↑  . 中华人民共和国国务院. 1982-02-23. （原始内容存档于2020-02-04）.
4. ↑  都江堰市档案馆. . 都江堰市人民政府. 2021-07-07  [2024-03-18] （中文）.
5. ↑  《宋史》：“则盈一尺，至十而止； 水及六则，流始足用”
6. ↑  《元史》：“以尺画之，比十有一。 水及其九，其民喜， 过则忧，没有则困”
7. ↑  《华阳国志》
8. ↑  《史记·河渠书》
9. ↑  菡苞待放. . 网易. 2020-07-04. （原始内容存档于2021-07-27） （中文）.
10. ↑  . 新浪. 2004-09-03  [2018-08-14]. （原始内容存档于2018-08-14）.
11. ↑  杜光庭：《录异记》
12. ↑  冯广宏, 警惕地震伴生水患 （页面存档备份，存于）, 文史杂志, 2008年第4期.
13. ↑  都江堰二王庙重新开放 重建耗时三年花费1.1亿http://news.qq.com/a/20110511/000016.htm （页面存档备份，存于）
14. ↑  郑东阳编著. . 杭州: 浙江人民出版社. 2010.04: 29–33. ISBN 978-7-213-04264-5 （中文（简体））.
15. ↑  林毅夫. . Published on Oct-18-2010. Beijing, China: 爱思想网(http://www.aisixiang.com). 1980  [2020-02-07]. （原始内容存档于2019-06-05） （中文）.